# Lovparken
Lovparken er en offentlig park i den centrale del af Køge på Østsjælland med et samlet areal på 27.400 m2. Parken ligger omkranset af Sankt Gertrudsstræde mod syd, Nyportstræde, Allegade og H C Andersensgade mod øst, Tøxensvej mod nord og Glæisvej mod vest. Der er villaer med private have ud til parken næsten hele vejen rundt.
Den er delt to med boldbane og legeplads mod nord og parkområde med store træer mod syd. I græsset er Køges gamle bymur markeret med brosten.
I 1700-tallet blev området kald "Lougraven", der stammer fra det gamle danske ord for vand, idet resterne fra byens befæstning og voldgrav, der var anlagt under svenskernes besættelse i 1658-60 lå her. Dammen var én blandt flere, der blev brugt til spildevand fra byens rendesten, og den blev først nedlagt i sidste havldel af 1800-tallet.
I efteråret 2024 forsøgte Køge Festuge at få tilladelse til at bruge arealet i 5 år frem.